# Chingleput
Chingleput o Chengalpattu o Chengalpet o Chengalpat és una ciutat i municipi de Tamil Nadu a la vora del riu Palar al sud-oest de Chennai. La seva població és de 62.231 (cens del 2001). El 1881 tenia 5.617 habitants.

## Història
Chingleput fou possessió dels reis de Vijayanagar i de nayaks vassalls amb seu a la fortalesa i a Chandragiri. El 1751 fou ocupada per França però la van perdre davant els britànics el 1752. Un intent francès del 1758 va fracassar per poc. El 1780 Haidar Ali de Mysore va derrotar el coronel W. Baillie, i l'exèrcit de Sir Hector Munro es va refugiar a la fortalesa.
El 1793 es va constituir en districte de Chingleput amb capital a Saidapet.
El 1999 es va dividir en:
- Districte de Kanchipuram
- Districte de Thiruvallur